# Бетирова, Зайна Махмутовна
Бетирова Зайна Махмутовна (род. Бескайнар) — казахстанская спортсменка, тренер, руководитель Федерации каратэ Шинкиокушинкай Алматинской области.

## Биография
Родилась и выросла в Казахстане, Алматинская область село Бескайнар, чеченка. Получила образование в Жетысуском университете имени Жансугурова по специальности «физическая культура и спорт». Занимается спортивными единоборствами, в частности карате. Проходила стажировку в Японии. В 2004—2008 годах являлась членом сборной Казахстана. Обладательница чёрного пояса 5-дан по каратэ Шинкиокушинкай (Син Кёкусинкай), первая и единственная женщина в Казахстане со званием Сихан, мастер спорта Республики Казахстан, национальный судья Республики Казахстан, Бранч-чиф WKO Shinkyokushinkai. Старший тренер взрослой национальной сборной Казахстана с 2021 года.
Главный тренер взрослой национальной сборной Казахстана с 2022 года. Тренер преподаватель высшего уровня квалификации высшей категории. Воспитала чемпионов и призёров мира, Европы, Азии и Казахстана, таких как Мерей Суюнов и Еркебулан Бейсембаев.
Проживает в Казахстане, г. Талдыкорган.